# Kumpo

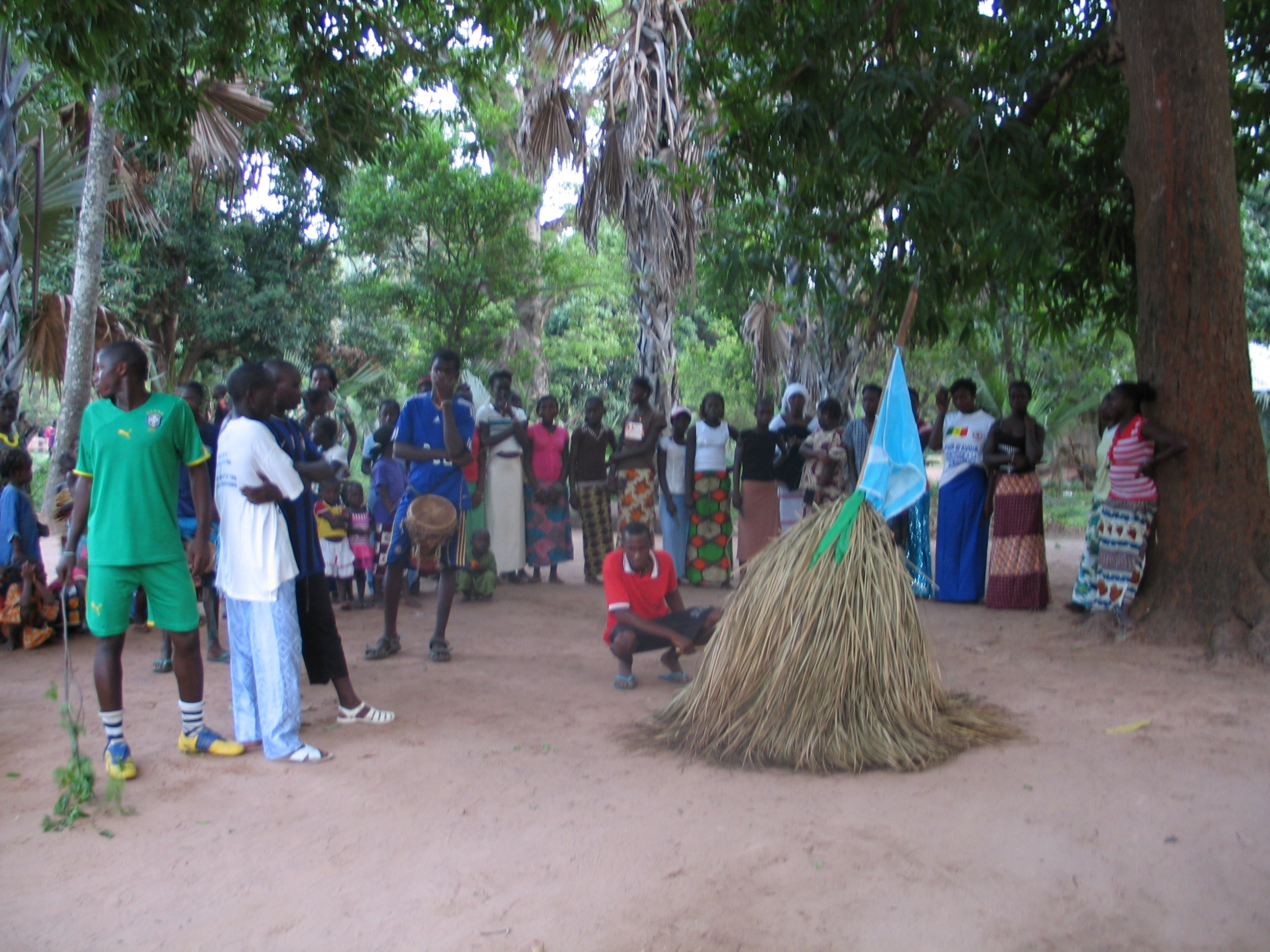
Koumpo près de Bagaya

Le kumpo (ou koumpo) est l'une des figures traditionnelles de la mythologie des Diolas de Casamance (Sénégal) et de Gambie. Il proviendrait de l'ancien royaume de Kombo. 

## Définitions
Selon le contexte, le terme – d'origine mandingue – désigne le personnage masqué ou la danse qu'il exécute, ou encore l'association secrète, probablement d'origine baïnouk, qui régit les rites.

## Costume

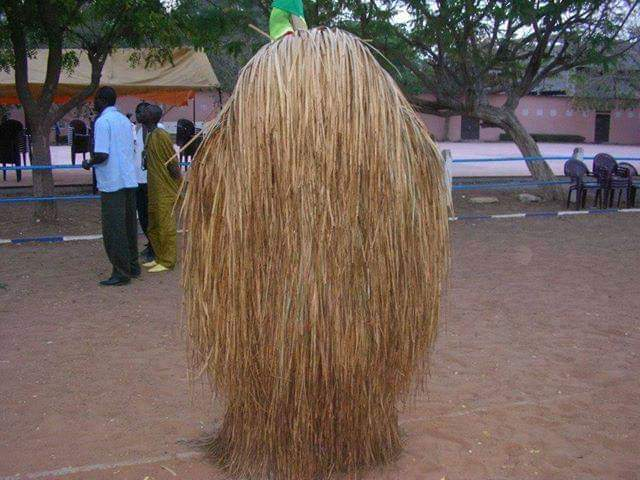
Koumpo.

Son masque est généralement constitué de fibres de rônier. Le danseur tourne autour d'un bâton, fiché dans le sol, qui émerge au sommet du costume.
- Accueil de Samay et Kumpo à Bagaya
- L'histoire du Kumpo à Bagaya
- Danse du Kumpo à Bagaya
- Adieu au Kumpo de Bagaya

## Autres figures mythologiques diola
- Samay
- Niasse